# Pogromcy duchów: Dziedzictwo
Pogromcy duchów. Dziedzictwo (ang. Ghostbusters: Afterlife) – amerykańsko-kanadyjska komedia grozy o zjawiskach paranormalnych z 2021 roku, w reżyserii Jasona Reitmana. Kontynuacja Pogromców duchów (1984) i Pogromców duchów II (1989) oraz czwarty film z serii "Pogromcy duchów". Akcja rozgrywa się 32 lata po wydarzeniach z Pogromców duchów II. Zdjęcia kręcono w kanadyjskiej prowincji Alberta.

## Fabuła
Film opowiada o samotnej matce i jej dzieciach, które przeprowadzają się na farmę w Oklahomie, którą odziedziczyli po jej ojcu. Cała grupa zaczyna zauważać powiązania między nimi a oryginalnymi Pogromcami duchów.

## Obsada
| Aktor            | Rola              |
| ---------------- | ----------------- |
| Carrie Coon      | Callie            |
| Paul Rudd        | Grooberson        |
| Finn Wolfhard    | Trevor            |
| Mckenna Grace    | Phoebe            |
| Celeste O'Connor | Lucky             |
| Bokeem Woodbine  | Szeryf Domingo    |
| Bill Murray      | Peter Venkman     |
| Dan Aykroyd      | Ray Stantz        |
| Ernie Hudson     | Winston Zeddemore |
| Annie Potts      | Janine Melnitz    |
| Sigourney Weaver | Dana Barrett      |
| Tracy Letts      | Jack              |
| J.K. Simmons     | Ivo Shandor       |

.